# Chorizema reticulatum
Chorizema reticulatum är en ärtväxtart som beskrevs av Meissner. Chorizema reticulatum ingår i släktet Chorizema och familjen ärtväxter. Inga underarter finns listade i Catalogue of Life.